# 维坎·维奇克
维坎·维奇克（英語：Vukan R. Vuchic）是一名公共交通专家、宾夕法尼亚大学教授，曾任美國運輸部交通系统规划、设计和运营顾问。1994年，他当选为塞爾維亞科學與藝術學院的成员。

## 公共交通
格雷戈里·汤普森（Gregory Thompson）将轻轨公共交通模式的定义归功于维奇克1972年的一份报告，该报告将美国新兴的地铁-有轨电车运营与欧洲现状进行了比较，不过至少早在1962年，Dean Quinby就讨论过轻轨的概念了。维奇克通过评估公交车、轻轨或地鐵的比较价值，就城市公共交通的经济价值提出了观点。在1972年10月为城市大众运输管理局制定的轻轨定义报告中，他指出每种特定的城市地理环境下都有相对更好的选择。例如，公共汽车在低密度地区优于轻轨。他将其与地铁作对比，地铁在人口密度较大的情况下能保证大运量、高速度的服务，因而是更优越的。轻轨是中型运输服务的最佳解决方案，在空间有限而需求适中且高成本投资不可行的情况下，相对汽车有竞争力。
有意思的是他1973年的研究，其中他比较了新泽西州林登沃尔德的重轨服务港务局交通公司高速线与Shirley高速公路上的BRT（快速公交）车道。尽管BRT线路的初期投入较低，但与Shirley BRT相比，港务局交通公司高速线（重轨）的客流量和票务收入较高。